# Ifi Amadiume
Ifi Amadiume (Kaduna, 23 abril 1947) és una escriptora i antropòloga nigeriana. Des de 1993 treballa com a professora a la Universitat de Dartmouth. És admirada per la seva obra, de caràcter feminista. El seu llibre més destacat és el guardonat Male Daughters, Female Husbands (Zed Press, 1987), on una dècada abans de l'articulació de la teoria queer, va argumentar que el gènere, tal com es construïa en el discurs feminista occidental, no existia a l'Àfrica abans de la imposició colonial d'una comprensió dicotòmica de la diferència sexual. Forma part de l'ONG, Centre for Democracy and Development, que promou els valors de la democràcia, la pau i els drets humans a l'Àfrica, especialment a l'Àfrica Occidental.

## Obra publicada

### Poesia
- Passion Waves, London: Karnak House, 1985, ISBN 978-0907015239.
- Ecstasy, Longman Nigeria, 1995. Association of Nigerian Authors 1992 Literary Award for Poetry. ISBN 978-1856498067
- Returning
- Circles of Love, Africa World Press, 2006, ISBN 978-1592214891
- Voices Draped in Black, Africa World Press, 2008, ISBN 978-1592215935

### Anthropologia
- African Matriarchal Foundations: The Igbo Case, London: Karnak House, 1987, ISBN 978-0-907015-27-7
- Male Daughters, Female Husbands: Gender and Sex in an African Society, London: Zed Press, 1987, ISBN 0-86232-595-1. St. Martin's Press, 1990.
- Re-inventing Africa: Matriarchy, Religion and Culture, Interlink Publishing Group, 1997, ISBN 1-85649-534-5
- The Politics of Memory: Truth, Healing, and Social Justice (edited, with Abdullahi A. An-Na’im), London: Zed Books, 2000. ISBN 978-1856498432
- Daughters of the Goddess, Daughters of Imperialism: African Women Struggle for Culture, Power and Democracy, London: Zed Books, 2000. ISBN 978-1856498067